# 제39회 골든 글로브상
제39회 골든 글로브상은 1981년 상영된 영화 중 가장 뛰어난 영화를 수상하기 위해 1982년 1월에 열린 시상식이다.

## 수상 및 후보

### 세실 B. 데밀 상
- 시드니 포이티어 수상

### 작품상-드라마
- 황금 연못 - 마크 라이델 수상
- 랙타임 - 밀로스 포먼
- 프랑스 중위의 여자 - 카렐 라이즈
- 레즈 - 워런 비티
- 도시의 제왕 - 시드니 루멧

### 여우주연상-드라마
- 프랑스 중위의 여자 - 메릴 스트립 수상
- 레즈 - 다이안 키튼
- 남루한 사나이 - 씨씨 스페이식
- 황금 연못 - 캐서린 헵번
- 선택 - 샐리 필드

### 남우주연상-드라마
- 황금 연못 - 헨리 폰다 수상
- 생도의 분노 - 티모시 허튼
- 레즈 - 워런 비티
- 아틀란틱 시티 - 버트 랭커스터
- 도시의 제왕 - 트리트 윌리암스

### 작품상-뮤지컬코미디
- 미스터 아더 - 스티브 고든 수상
- 내 사랑 시카고 - 허버트 로스
- 사계절 - 앨런 알다
- 할리우드의 건달들 - 블레이크 에드워즈
- 주트 수트 - 루이스 발데즈

### 여우주연상-뮤지컬코미디
- 내 사랑 시카고 - 버나뎃 피터스 수상
- 10월의 첫 월요일 - 질 클레이버그
- 사계절 - 캐롤 버넷
- 미스터 아더 - 라이자 미넬리
- 대륙 분수령 - 블레어 브라운

### 남우주연상-뮤지컬코미디
- 미스터 아더 - 더들리 무어 수상
- 내 사랑 시카고 - 스티브 마틴
- 10월의 첫 월요일 - 월터 매튜
- 사계절 - 앨런 알다
- 사랑의 검객 조로 - 조지 해밀턴

### 여우조연상
- 허울 좋은 여자 - 조안 해킷 수상
- 황금 연못 - 제인 폰다
- 랙타임 - 메리 스틴버겐
- 레즈 - 모린 스태플튼

### 남우조연상
- 미스터 아더 - 존 길구드 수상
- 레즈 - 잭 니콜슨
- 버터플라이 - 오슨 웰즈
- 허울 좋은 여자 - 제임스 코코
- 랙타임 - 하워드 E. 롤린스 주니어

### 외국어 영화상
- 불의 전차 - 휴 허드슨 수상
- 아틀란틱 시티 - 루이 말
- 피쇼테 - 헥터 바벤코
- 특전 유보트 - 볼프강 페테르젠
- 갈리폴리 - 피터 위어

### 감독상
- 레즈 - 워런 비티 수상
- 도시의 제왕 - 시드니 루멧
- 레이더스 - 스티븐 스필버그
- 아틀란틱 시티 - 루이 말
- 황금 연못 - 마크 라이델
- 랙타임 - 밀로스 포먼

### 각본상
- 황금 연못 - 어니스트 톰슨 수상
- 선택 - 커트 루드키
- 사계절 - 앨런 알다
- 프랑스 중위의 여자 - 해롤드 핀터
- 레즈 - 워런 비티

### 주제가상
- 미스터 아더 - 버트 바카락 수상
- 버터플라이 - 엔니오 모리꼬네
- 끝없는 사랑 - Lionel Richie
- 007 제12탄 - 유어 아이스 온리 - 빌 콘티
- 랙타임 - 랜디 뉴먼

### 신인상
- 버터플라이 - 피아 자도라 수상
- 매혹의 소나타 - 크레그 워슨
- 보디 히트 - 캐슬린 터너
- 랙타임 - 엘리자베스 맥거번
- 랙타임 - 하워드 E. 롤린스 주니어
- 샤키 머신 - 레이첼 워드

### 미스 골든 글로브
- 로라 던 수상

## 같이 보기
- 제54회 아카데미상
- 제2회 골든 래즈베리상
- 제35회 영국 아카데미 영화상